# Laberinto de Fortuna

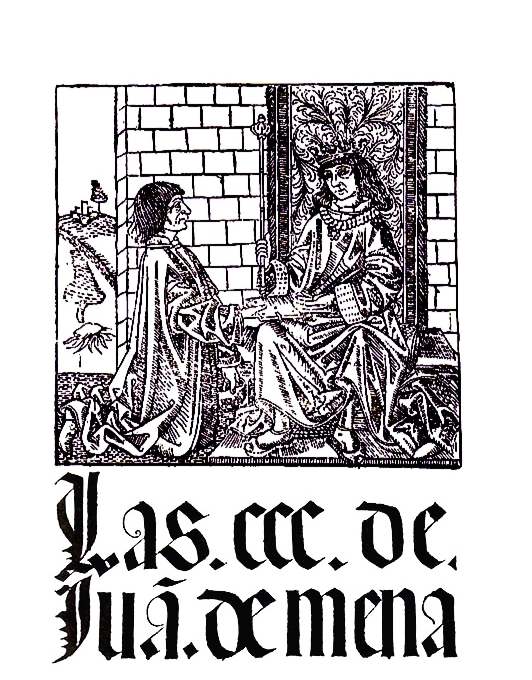
Portada de la edición de 1496 (Sevilla) del Laberinto de Fortuna o Las trescientas (escrito «Las CCC»), cuya ilustración muestra a Juan de Mena entregando su obra al rey Juan II de Castilla.

El Laberinto de Fortuna, también conocido como Las trescientas, es una obra del poeta español del siglo XV Juan de Mena. Se trata de un poema alegórico que narra la visita del poeta al palacio de la Fortuna. Ha sido considerado por la crítica uno de los poemas más importantes de la literatura medieval en castellano por su intento de hacer en esta lengua una obra semejante a los poemas épicos de la literatura latina.

## Datación
Según se afirma en algunos códices, la obra fue entregada por su autor al rey Juan II de Castilla el 22 de febrero de 1444. El hecho de que en ella se aluda a acontecimientos cercanos a esa fecha hace suponer que su composición debió de acabar poco antes. Se han conservado muchas copias manuscritas de la época -pues estamos aún en época previa a la invención de la imprenta moderna-. Según Marcel Bataillon, la primera edición impresa sería la realizada en Salamanca en 1481 o 1482, aunque no tiene indicación de lugar ni año.

## Forma
El Laberinto de Fortuna está compuesto por doscientas noventa y siete estrofas de ocho versos (coplas de arte mayor). Los versos son, en su mayoría, de doce sílabas, aunque el criterio no es tanto la cantidad de sílabas cuanto la estructura rítmica: cada verso consta de dos hemistiquios marcados por una fuerte cesura, en cada uno de los cuales hay dos sílabas tónicas separadas por dos átonas. Entre la última sílaba tónica del primer hemistiquio y la primera del segundo habrá siempre una o dos sílabas átonas. Esta estructura acentual tan marcada hace que el poeta deba en muchos casos modificar la sílaba tónica de algunas palabras, según las figuras retóricas de la sístole y la diástole, utilizando una lengua literaria que se desvía de la natural («fírmezas», «inmórtal», etc.).
Las coplas tienen una rima ABBA ACCA, a excepción de la primera, la dedicatoria al rey Juan II de Castilla, que presenta una rima ABAB BCCB. Según el hispanista Raymond Foulché-Delbosc esta primera estrofa habría sido añadida una vez compuesto el resto de la obra.

## Género
Tradicionalmente, la crítica  ha prestado mucho interés a la posible dilucidación del género del Laberinto de Fortuna. Se ha considerado simplemente como un ejemplo de composición propia de la poesía culta de tipo moral o narrativo. La poesía narrativa culta en castellano había arrancado en el siglo XIII con el llamado mester de clerecía, al que pertenecen obras como el Libro de Alexandre o el Libro de Apolonio.
La crítica tradicional venía señalando que la influencia más importante en este sentido sería la de la Divina Comedia de Dante Alighieri, teniendo en cuenta que este extenso poema narra un sueño del poeta en que, guiado por Virgilio, recorre el universo, contemplando a los diversos personajes que habitan en el Infierno, el Purgatorio y el Paraíso, como en el Laberinto recorrerá el protagonista el palacio de la Fortuna, acompañado por la Providencia, y observará a los personajes que se encuentran en las distintas esferas que forman las ruedas del Pasado y el Presente. Además, Juan de Mena había estado en Florencia y conocía muy bien este poema didáctico, una de las cumbres de la Literatura Universal.
Esta opinión fue rechazada por C. R. Post en 1912. Este crítico aminoró la importancia de la influencia de la Commedia dantesca y su planteamiento ha sido el generalmente aceptado por la crítica posterior. La profesora argentina María Rosa Lida de Malkiel, aceptando la opinión de Post, señaló que el Laberinto debía ser relacionado con toda una serie de poemas alegóricos típicamente medievales que desarrollan una visión o sueño alegórico-literario del poeta, un género literario bien conocido desde el Somnium Scipionis con que se cierra La República de Cicerón, comentado por Macrobio, y con ejemplos en la Baja Edad Media tan notables como el Roman de la Rose de Guillaume de Lorris y Jean de Meun, el Anticlaudianus de Alain de Lille, la Amorosa visione de Giovanni Boccaccio o el Somnium de Fortuna de Enea Silvio Piccolomini. Según Lida, el ser la Divina Comedia la única obra de este tipo que nos es familiar hoy sería lo que habría llevado a relacionarla con el Laberinto, pero esta estructura sería tan familiar en estos siglos que no implicaría una especial adhesión a una u otra de las obras.

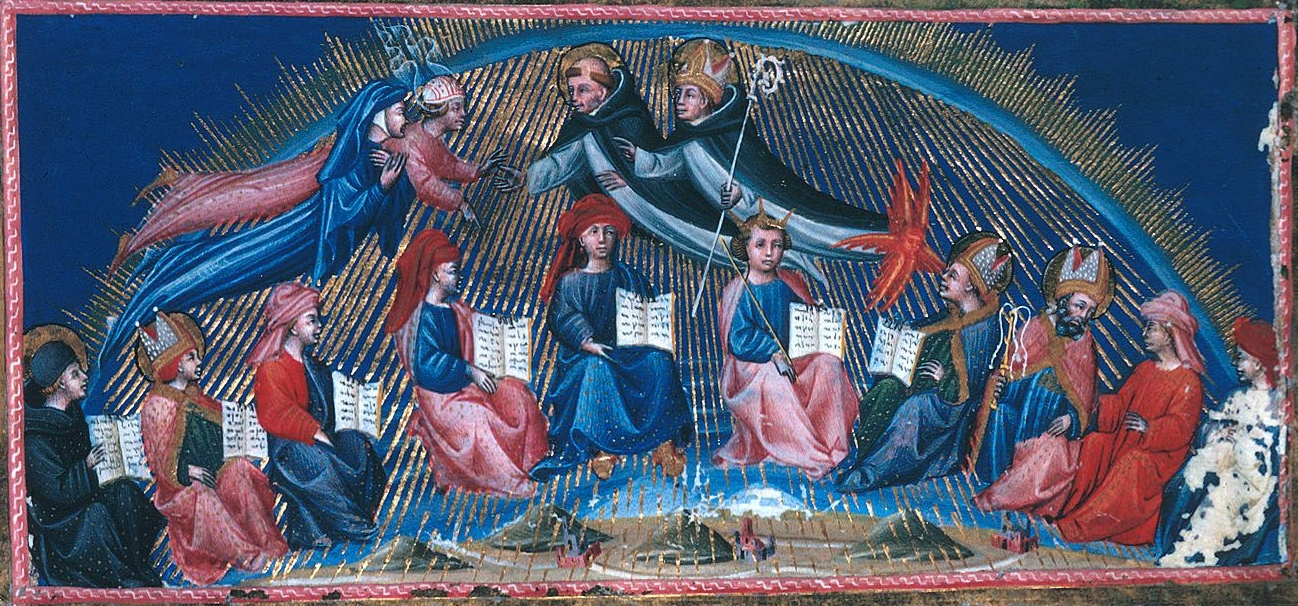
Ilustración de Giovanni di Paolo para un manuscrito de la Divina Comedia de Dante, obra que según algunos autores influyó en la concepción del Laberinto de Fortuna

Sin embargo, el español Miguel Ángel Pérez Priego defendió en un artículo de 1977 la importancia del poema de Dante Alighieri no solo como influencia en cuanto a la temática de la obra de Mena, sino como modelo en cuanto al género al que, en su opiníon, cabe adscribir el Laberinto de Fortuna.
El argumento de Pérez Priego parte de la caracterización que de la Divina Comedia hizo uno de sus primeros comentaristas, Benvenuto Rambaldi da Imola, en su Comentum super Dantis Alighieris Comoediam. Rambaldi tomaba la distinción medieval tradicional entre tres géneros -tragedia, comedia y sátira (términos que en esta época no se aplicaban solo a obras teatrales sino a cualquier tipo de poema)- y afirma que la Comedia dantesca combina los tres, ateniéndose a los rasgos definitorios tradicionales: es tragedia por tratar de reyes, nobles, sabios y otros personajes elevados; es sátira por su componente moral, que reprende los vicios y alaba las virtudes; y es comedia porque comienza mal -en el Infierno- y acaba bien -en el Paraíso-. Este último rasgo había sido el que empujara a Dante a darle el título de Commedia a su poema. Según Pérez Priego, algunos humanistas castellanos del siglo XV, el Marqués de Santillana y Juan de Mena, conocedores de este texto de Benvenuto Rambaldi de Imola y admiradores de la obra de Dante, se habrían propuesto hacer en castellano el mismo tipo de creaciones. Mena cita a Rambaldi expresamente en los preliminares al comentario en prosa que hizo de su obra Coronación del Marqués de Santillana.

Sepan los que lo ynoran que por alguno de tres estilos escriuen o escriuieron los poetas, por estilo trágico, sátiro o comedio. Tragedia es dicha el escritura que fabla de altos fechos e por brauo e soberuio e alto estilo, la qual manera seguieron Omero, Vergilio, Lucano, Estaçio; por la tragedia escritura, puesto que comiença en altos prinçipios su manera es acabar en tristes e desastrados fines. Sátira es segundo estilo de escriuir, la naturaleza de la qual escritura e ofiçio reprehende los viçios, del qual estilo vsaron Oraçio, Prosio e Jubenal. El terçero estilo es comedia, la qual tracta de cosas baxas e pequenas e por baxo e omilde estilo e comiença en tristes prinçipios e fenesçe en alegres fines, del qual vsó Terençio [...] De los quales tres estilos más largamente poniendo sus deriuaçiones e senificados fabla el comentador sobre la Comedia del Dante en el quarto preanbulo.

 Según Pérez Priego, Mena y Santillana no solo recogieron las ideas de Rambaldi sobre la Comedia de Dante, sino que se propusieron trabajar el mismo género. Santillana lo habría hecho en su Comedieta de Ponza y Mena, en la citada Coronación y en el Laberinto de Fortuna, constituyendo así la llamada Escuela alegórico-dantesca del siglo XV, un arte literario más elevado y refinado que el del conceptismo de su contemporánea lírica cancioneril; ambas corrientes se hallan presentes en la colección poética más importante de la época, el Cancionero de Baena. Priego llama a este tipo de obras «comedias» o «microcomedias», de las cuales el Laberinto sería el ejemplo más conseguido. 

El Laberinto resultará, así, una artificiosa mezcla de tragedia, por cuanto que lo que celebra son hechos de personajes ilustres, «potentes»; de sátira, puesto que su objetivo más inmediato es la exposición de un orden moral de virtudes y pecados, además de los poderes antagónicos de Fortuna y Providencia, orden que, como estudió Rafael Lapesa, determinará la composición externa del poema; y de comedia, ya que tras el recorrido en el pasado y el presente por los dominios de Fortuna, el poema se abre a una visión esperanzada del futuro con la profecía de Providencia sobre Juan II

## Argumento

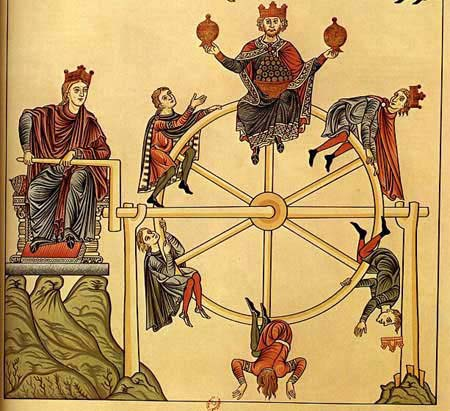
Miniatura que representa una Rueda de la Fortuna en un manuscrito del Hortus Deliciarum (Jardín de las Delicias) de Herrad de Lansberg.

Tras unas coplas iniciales con invocaciones a Apolo y a las Musas, y una imprecación a la Fortuna por su falta de firmeza, el sujeto lírico es raptado por la diosa Belona quien lo conduce a una inmensa llanura donde se alza el palacio de la Fortuna. De una nube baja la Providencia en forma de hermosa muchacha, quien lo acompañará en el recorrido por el palacio. Desde lo alto de este, el poeta contempla las cinco partes del mundo y va mencionando las regiones y los hechos más destacados ocurridos en cada una.
Después de esto, se le muestran tres ruedas, dos inmóviles y otra en constante movimiento: son las ruedas del Pasado, el Futuro, y la del Presente, respectivamente. Cada una de ellas está dividida en siete círculos, presididos por sendos planetas (en la acepción medieval de "astros"): la Luna, Mercurio, Venus, el Sol, Marte, Júpiter y Saturno. En cada círculo, dominado por el dios asociado a cada planeta -Diana, Mercurio, Venus, Febo o Apolo, Marte, Júpiter y Saturno, respectivamente- se encuentran los personajes, del pasado o el presente, célebres por su comportamiento respecto a las virtudes o vicios asociados con cada dios. Al llegar a Saturno, que dedica a ejemplos de buen gobierno, el poeta se centra en la figura de Don Álvaro de Luna, a la sazón Condestable de Castilla, por quien Mena sintió una gran admiración.
Al llegar el día siguiente, la visión se esfuma. La Providencia ensalza la figura del rey Juan II y profetiza que llegará a la cima de la gloria, dejando en el olvido las hazañas de los reyes que le han precedido. El poema acaba con la súplica del poeta al rey para que haga cierta la predicción.

## Estructura
Son diversas las propuestas a la hora de analizar la estructura del Laberinto
Felipe B. Pedraza Jiménez y Milagros Rodríguez Cáceres proponen una estructura tripartita que sigue en lo fundamental la propuesta por Joaquín Gimeno Casalduero:
1. Introducción (coplas I-LV): Dedicatoria, apóstrofe a la Fortuna, invocación a Apolo y las Musas y el inicio de la visión alegórica hasta la visión de las partes del mundo, inclusive.
2. Núcleo central (coplas LVI-CCLXVII): Visión de las tres ruedas y repaso de los personajes que están en cada uno de los siete círculos de la rueda del pasado y de la del presente.
3. Epílogo (coplas CCLVIII-CCXCVII): Fin de la visión, profecía de la Providencia sobre la gloria de Juan II, con enumeración de los soberanos pasados, desde los reyes visigodos hasta los de Castilla, cuyas hazañas superará Juan II.

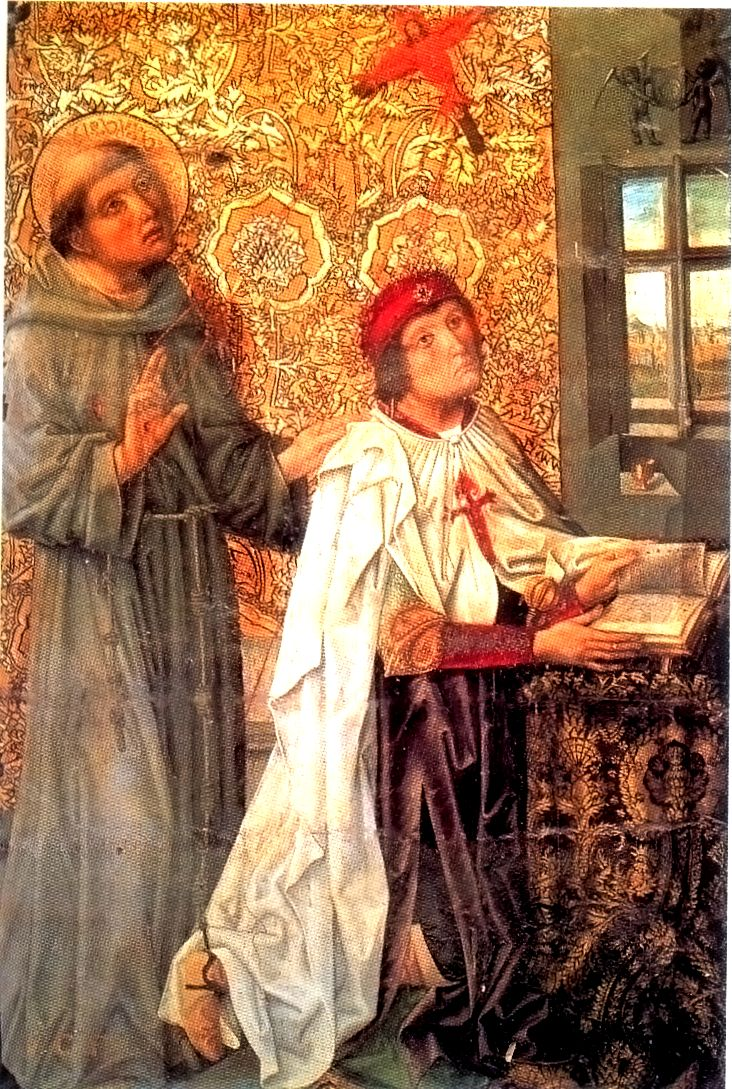
Retrato de Álvaro de Luna, Condestable de Castilla, personaje más importante del Laberinto de Fortuna (Retablo de la Capilla de Santiago de la Catedral de Toledo).

Rafael Lapesa defendió otro modelo de estructura, en este caso en siete partes:
1. Dedicatoria a Juan II
2. Exposición, invectiva contra Fortuna, rapto del poeta por Belona y encuentro con la Providencia.
3. Descripción del mundo y de las ruedas.
4. Descripción de los siete círculos (parte principal).
5. Episodio de la hechicera de Valladolid.
6. Profecías sobre Juan II: repaso de la Historia de España. Desvanecimiento de la visión.
7. Exhortación a Juan II

El crítico Philip Gericke ha centrado su interés en la parte central del poema, la descripción de los siete círculos y en la contraposición qu en su opinión de da entre Fortuna/Providencia, pasado/presente, ética/realidades prácticas. El esquema que propone para la obra sería:
1. Exordio (coplas I-XXXIII): dedicatoria, declaración de intenciones, caracterización de la Fortuna, inicio de la visión y encuentro con la Providencia.
2. Ambientación (coplas XXXIV-LX): trasfondo físico del macrocosmos, presentación de la armazón alegórica.
3. Viaje por el dominio de la Providencia (coplas LXI-CXXXVII): contexto histórico más amplio, insistencia en el pasado, la virtud y la sabiduría. Esta parte está regida por el orden providencial (círculos I-IV).
4. Dominios de la Fortuna (coplas CXXXVIII-CCLXVIII): la España de Mena. El desorden del presente. Triunfo de la Fortuna (círculo V). Su inutilidad (círculo VI). Su derrota (círculo VII).
5. Conclusión (coplas CCLXIX-CCXCVII): visión del futuro. Restauración del orden, gloria de Juan II, su misión.

La principal novedad de esta propuesta es la dicotomía que establece en la sección central (partes 3 y 4 de su esquema):
1. En los círculos I-IV el elemento dominante es la Providencia, con predominancia de ejemplos de personajes virtuosos del pasado.
2. En los círculos V-VII el interés se desplaza al presente, con personajes sobre cuyo fin influye la Fortuna adversa, a pesar de sus virtudes.

Para este crítico la irrupción en el último círculo de Álvaro de Luna supone la vuelta al orden providencial. Así, por ejemplo, dice el poeta refiriéndose a Luna:

Este cavalga sobre la Fortuna
e doma su cuello con ásperas riendas;
aunque d'él tenga tan muchas de prendas,
ella no le osa tocar a ninguna.
vv. 1.873-1.876

Según el británico Alan Deyermond, la estructura del Laberinto adolece de serias deficiencias, si atendemos a la declaración de intenciones del autor —expresada en el título y en la copla II— de componer una obra sobre el poder de la Fortuna. Por una parte, en ningún momento queda clara la relación entre la Fortuna y la Providencia —esta relación era motivo habitual de reflexión en la cultura medieval—: no sabemos si la Fortuna es una fuerza independiente o está sometida a la Providencia, es decir, al poder divino. Además, señala Deyermond que la idea de las tres ruedas, las del Pasado, Presente y Futuro, se contradice con la imagen de la Rueda de la Fortuna que, en su girar, simboliza el transcurrir del tiempo. Y, sobre todo, el hecho de que los personajes se agrupen en la parte superior o inferior de las esferas en virtud de su comportamiento positivo o negativo contraviene la idea, supuestamente enunciada por Mena al principio, del poder de la Fortuna para elevar o postrar a los hombres independientemente de su comportamiento. Por último, comenta Deyermond que «las tres ruedas no se pueden combinar con las siete esferas de ninguna forma que tenga un sentido visual ni conceptual». Sin embargo, a pesar de esto, Deyermond considera que el Laberinto no es una obra fallida, por cuanto, a pesar de lo que dice Mena sobre sus intenciones, en realidad su objetivo es hacer una obra propagandística (véase la sección Significado), y es esta finalidad la que organiza realmente la estructura de la obra.

## Estilo
Juan de Mena representante del Humanismo o Prehumanismo castellano del siglo XV, como su amigo el Marqués de Santillana, utiliza un modelo de lengua que pretende crear un lenguaje literario que se aparte de la lengua usual. En su intento de dignificar la lengua romance o vulgar, cree que la manera es acercarla a la lengua culta por excelencia, el latín. 
Por ello, son habituales en el poema los cultismos léxicos (palabras tomadas directamente del latín que se adaptan superficialmente a las características del castellano) y los semánticos (palabras que existen en castellano pero a las que se da un sentido igual al que tenían en latín, diferente del que acabaron teniendo en romance). Otras características del estilo del Laberinto serían:
- La creación de neologismos, que a su vez son también cultismos, por crearse a partir del latín o el griego en su mayoría.
- El uso de arcaísmos.
- la presencia de extranjerismos, sobre todo galicismos e italianismos
- La sintaxis de tipo latinizante, con hipérbatos, oraciones de infinitivo, participios de presente activos en lugar de cláusulas de relativo, ablativos absolutos, etc.
- El uso de perífrasis para aludir a personajes, que hacen ostentación de la erudición del poeta.

Rafael Lapesa apuntó que la gran admiración por la lengua latina y la cultura clásica de los humanistas del siglo XV provocó un «intento de trasplantar al romance usos sintácticos latinos sin dilucidar antes si encajaban o no dentro del sistema lingüístico del español».
Alan Deyermond señaló que el hecho de ser esta obra la «más fuertemente latinizada en sintaxis y vocabulario de todas las de Mena» parecía contradecir el fin político y propagandístico que se le atribuye. Este crítico resuelve la aparente paradoja afirmando que en realidad el Laberinto estaba pensado para un único lector, el rey Juan II, poeta él mismo, por lo que «podía Mena lograr su doble objetivo de componer un poema complejo que rivalizase con el latín y de hacer propaganda en favor de Álvaro de Luna».

## Significado
A pesar del título, la obra no es tanto una reflexión sobre la Fortuna (en el sentido del destino o azar) cuanto una obra de tipo moral, didáctico y político. A través del repaso por los distintos círculos llenos de personajes famosos por su virtud o vicio en distintos campos, el poeta ofrece reflexiones de tipo moral y pedagógico, a la vez que hace una summa de gran parte de los conocimientos de la Antigüedad latina y de la historia reciente del Reino de Castilla.
La crítica señala mayoritariamente que el objetivo de la obra sería ensalzar la figura del condestable Álvaro de Luna y persuadir al rey para que siga confiando en él como valido. La política del condestable se encaminaba a reforzar el poder del rey frente a la aristocracia, reacia al afianzamiento del poder monárquico. 
Asimismo, también está presente la voluntad de animar al rey a retomar la guerra de Reconquista, poco activa en el siglo XV a causa de la conveniencia que para Castilla suponía recibir el oro que el Reino de Granada pagaba como parias al soberano castellano y de las convulsiones internas de Castilla, inmersa en una serie de enfrentamientos civiles. Incluso, en muchas ocasiones, uno de los dos bandos se aliaba con el rey granadino del momento, como sucedió en la guerra entre Pedro I y su hermanastro Enrique (futuro Enrique II), en la que Pedro se alió con el rey Muhammed V y llegó a ayudarle a tomar para el reino de Granada algunas ciudades castellanas partidarias de Enrique.  

## Recepción

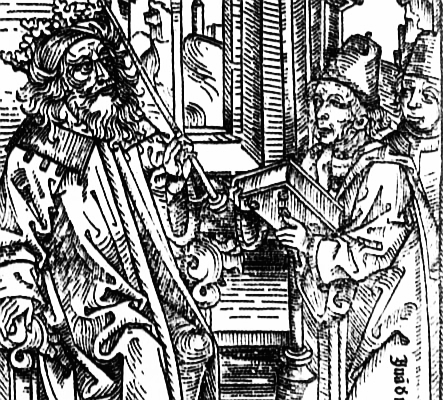
Juan de Mena ofrece el Laberinto de Fortuna al rey Juan II. Detalle de un grabado de la edición de Zaragoza, Jorge Coci, 1509.

El Laberinto de Fortuna fue una obra bien acogida desde el momento de su composición. Se nos han conservado diecisiete copias manuscritas que indican que el texto circuló por los ambientes cultos de la época. El hecho de que nos haya llegado un manuscrito con múltiples catalanismos y una glosa en catalán, probablemente copiado en Cataluña o en la corte napolitana del rey Alfonso V, evidencia que el Laberinto fue conocido también fuera del Reino de Castilla.
Con la llegada de la imprenta, el Laberinto conoció un buen número de ediciones. Se convirtió en la primera obra en castellano merecedora de una edición con glosas, comentarios y correcciones: la que realizó en 1499 el humanista Hernán Núñez, conocido también como el Comendador Griego, en la línea de lo que hoy llamaríamos una edición crítica, según la labor filológica propia del humanismo. Ya en el siglo XVI, Francisco Sánchez de las Brozas, el Brocense, realizó otra edición anotada del Laberinto, publicada en 1582. De esta manera el Laberinto y las obras de Garcilaso de la Vega comentadas extensamente por Fernando de Herrera, primero, y por el mismo Brocense, después, se convirtieron en los únicos textos castellanos en romance que merecieron esta consideración de clásicos contemporáneos. 
Pese a ello, también encontramos opiniones un tanto críticas, como la de Juan de Valdés en su Diálogo de la lengua:

de los que han escrito en metro, dan todos comúnmente la palma a Juan de Mena, y, a mi parecer, aunque la merezca cuanto a la doctrina y alto estilo, yo no se la daría cuanto al decir propiamente ni cuanto al usar propios y naturales vocablos, porque, si no me engaño, se descuidó mucho en esta parte, a lo menos en aquellas su Trecientas, en donde, queriendo mostrarse docto, escribió tan oscuro, que no es entendido, y puso ciertos vocablos, unos que por groseros se deberían desechar y otros que, por muy latinos, no se dejan entender de todos, como son «rostro jocundo», «fondón del polo segundo», y «cinge toda la sfera», que todo esto pone en una copla, lo cual a mi ver es más escribir mal latín que buen castellano.

Otra muestra de la recepción del Laberinto en el siglo XVI es un curioso poema burlesco conocido como Carajicomedia, publicado dentro del Cancionero de burlas provocantes a risa (1519), que consiste en una parodia, en clave sexual, del poema de Mena.
El  Laberinto también tuvo fortuna en el campo de la lexicografía: en su Vocabulario español-latino (Dictionarium ex hispaniensi in latinum sermonem, ¿1494, 1495?), el primer diccionario en que el castellano aparece como lengua de partida,  Antonio de Nebrija incluye algunos de los cultismos y neologismos acuñados por Mena en esta obra, indicando que se trata de creaciones suyas. Ya en el siglo XVII, el Laberinto es una de las obras literarias españolas más citadas como autoridad por Sebastián de Covarrubias en su Tesoro de la lengua castellana o española (1611), el primer diccionario monolingüe del castellano.

### Ediciones de los siglos XV al XIX
- La princeps (sin indicaciones de año, lugar ni impresor; se cree de Salamanca, entre 1481 y 1488), en cuarto.[26]
- Zaragoza, 1489 (sin indicación de impresor), en cuarto. Es reimpresión de la princeps.
- Sevilla, 1496 (sin indicación de impresor), en cuarto.
- Sevilla, 1499, Joannes Pegnizar de Nuremberga y Magno y Thomas, en folio, edición y glosa de Hernán Núñez, el Comendador Griego.
- Sevilla, 1499, de los mismos impresores, en cuarto.
- Toledo, 1501, Pedro Hagembach, en cuarto.
- Granada, 1505, Juan Varela de Salamanca, en folio. Segunda edición corregida por Núñez.
- Zaragoza, 1506, George Coci, en folio, con las glosas de Núñez.
- Zaragoza, 1509, George Coci, en folio, con las glosas de Núñez.
- Sevilla, 1512, Jacobo Cronberger, en folio.
- Zaragoza, 1515, George Coci, en folio. Reimpresión de la de 1509.
- Sevilla, 1517, Jacobo Cronberger, en folio.
- Sevilla, 1528, Juan Varela, en folio.
- Sevilla, 1534, Juan Varela, en folio.
- Valladolid, 1536, Juan de Villaquirán, en folio.
- Valladolid, 1540, Juan de Villaquirán, en folio.
- Toledo, 1547, Fernando de Sancta Catalina, en folio.
- Amberes, 1552, Juan Steelsio, en octavo.
- Amberes, 1552, Martín Nucio, en octavo.
- Alcalá de Henares, 1566, Juan de Villanueva y Pedro de Robles, en octavo.
- Salamanca, 1582, Lucas de Junta, en doceavo. Edición y comentario de Francisco Sánchez de las Brozas, El Brocense.
- Ginebra, 1766, Frateres de Tournes, en octavo. Reimpresión de la anterior.
- Madrid, 1804, Imprenta de Repullés, en octavo.
- Madrid, 1840, Aguado, en folio.

### Ediciones delsigloXX-XXI
- Mâcon, 1904. Edición de Raymond Foulché-Delbosc.
- Madrid, 1912. Edición de Foulché-Delbosc incluida en el Cancionero castellano del siglo XV, tomo I, NBAE.
- Madrid, 1943, Edición de José Manuel Blecua, Espasa-Calpe.
- Madrid, 1956. Edición de José María Azáceta. Edita el Cancionero de Juan Fernández de Ixar, manuscrito en el cual está incluido el Laberinto.
- Salamanca, 1968. Edición de John G. Cummins, Biblioteca Anaya.
- Madrid, 1976. Edición de Miguel Ángel Pérez Priego, Editora Nacional.
- Madrid, 1979. Edición de John G. Cummins, Cátedra.
- Barcelona, 1983. Edición de Ramón Donázar Astiz, Ediciones Orbis.
- Barcelona, 1986, en Juan de Mena, Antología de su obra poética. Edición de José María Azáceta, Clásicos Plaza y Janés.
- Madrid, 1989. Edición de Miguel Ángel Pérez Priego, Colección Austral.
- Barcelona, 1989, en Juan de Mena, Obras completas. Edición de Miguel Ángel Pérez Priego, Planeta.
- Madrid, 1994, en Juan de Mena, Obra completa. Edición de Ángel Gómez Moreno y Teresa Jiménez Calvente, Turner, Biblioteca Castro.
- Barcelona, 1994. Edición de Carla de Nigris y estudio preliminar de Guillermo Serés, Crítica, Biblioteca Clásica.
- Madrid, 1995. Edición de Maxim Kerkhof, Editorial Castalia, Nueva Biblioteca de Erudición y Crítica.
- Madrid, 1997. Edición de Maxim Kerkhof, Editorial Castalia, Clásicos Castalia. Reproduce el texto de la anterior pero reduce el aparato crítico.
- Cambridge, 2025. Edición y traducción de Frank A. Domínguez and Ryan Gilles, Harvard University Press.